# Samuel Ward King
Samuel Ward King (Johnston, 23 maggio 1786 – Providence, 20 gennaio 1851) è stato un politico statunitense quindicesimo governatore del Rhode Island dal 1839 al 1843.

## Biografia
King nacque a Johnston, nella contea di Providence, nello Stato del Rhode Island, dal padre William Borden King e dalla madre Welthian Walton.
Frequentò la Brown University ma non si laureò mai. Divenne medico e lavorò come chirurgo durante la guerra del 1812.
Nel 1820 King fu eletto segretario comunale di Johnston. Divenne un Whig quando il partito fu fondato, e fu elettore presidenziale nel 1832. Nel 1838 fu eletto al Senato dello Stato del Rhode Island. Divenne governatore per la prima volta nel 1839 quando il legislatore non riuscì a concedere la maggioranza dei voti ai tre principali contendenti. Venne eletto per altri tre mandati.
Durante la sua amministrazione come governatore dello Stato del Rhode Island assunse una forte posizione contro l'espansione del diritto di voto che portò alla Ribellione di Dorr nel 1841-1842. Il presidente John Tyler si rifiutò di inviare truppe federali su richiesta del governatore King per reprimere la rivolta.
King sposò Catherine Latham Angell, dalla quale ebbe quattordici figli.
Fu sepolto nella tomba della famiglia King a Johnston vicino all'incrocio tra la US Route 6A e Killingly Street.